# PFC Tchernomorets Bourgas Sofia
Ne doit pas être confondu avec PSFC Chernomorets Bourgas.
Maillots
Le Profesionalen Fudbolen Klub Tchernomorets Bourgas Sofia (en bulgare : Професионален Футболен Клуб Черноморец Бургас София), plus couramment abrégé en Tchernomorets Bourgas Sofia, est un ancien club bulgare de football fondé en 2001 et disparu en 2007, et basé à Sofia, la capitale du pays.
Anciennement connu sous le nom FC Conegliano German, le club jouait ses matchs à domicile dans le stade national Vasil Levski. 

## Histoire du club

### Historique
- 2001 : fondation du club
- 2006 : montée en première division bulgare (visša liga)
- 2006 : changement de nom du club en TM Chernomorets Burgas Sofia
- 2007 : liquidation du club

### Histoire
Depuis sa création et promotion, le Conegliano German est une équipe importante du championnat de deuxième division bulgare et obtient la montée en visša liga (première division) à la fin de la saison 2005-2006 grâce à une victoire sur le Maritsa Plovdiv en match de barrage.
En juin 2006 le nom de Tchernomorets Bourgas Sofia est donné à l'équipe. Le club termine la saison 2006-07 en bas de tableau sans aucune victoire, un seul match nul et 29 défaites en 30 matchs, marquant 8 buts et en encaissant 131. Le club termine la saison en affichant -2 points au compteur, car le seul point obtenu sur le terrain ne parvient pas à annuler une pénalité de trois points infligée par la fédération bulgare pour ne pas avoir enregistré assez de jeunes joueurs.
Le club se retire de la deuxième division bulgare à l'été 2007 pour cause de grandes difficultés financières entraînant la liquidation du club. Le FC Conegliano German est restauré et repart au niveau inférieur.

## Personnalités du club

### Présidents du club
- Ivaïlo Drajev

### Entraîneurs du club
- Ivan Atanasov

### Anciens joueurs du club
- Martin Dimov